# ヨハン・ファウスト

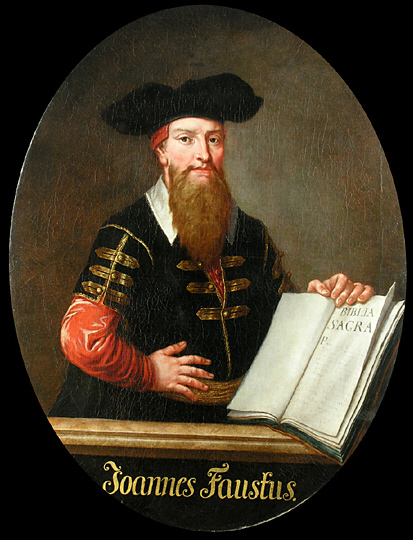
ファウストの肖像画（17世紀）

ヨハン・ゲオルク・ファウスト（独: Johann Georg Faust、羅: Johannes Faustus、1480年? - 1540年?）は、15世紀から16世紀のドイツに実在したとされる占星術師、錬金術師。「ファウスト博士（独: Doktor Faustus）」の名でも呼ばれる。
民衆本『実伝ファウスト博士（独: Historia von D. Johann Fausten）』や人形劇などで伝説が人口に膾炙し、後世これに取材した様々な創作が作られた。その中でも特にゲーテの戯曲『ファウスト』が著名。
姓のファウストは、ラテン語の「faustus（幸福な、祝福されたの意）」に由来する。

## 史実のファウスト
実在性も含めて、その生涯には多分に不明な部分が含まれており、ヴュルテンベルクのクニットリンゲンまたはハイデルベルクで1466年もしくは1480年に生まれたとされる。1509年1月15日、ハイデルベルク大学で神学博士号の16人の授与者1人に含まれているという記録があるが、別人説もある。生前は各地を放浪し、マルティン・ルターからは悪魔の力を借りていると非難されたという。1538年には、フォン・シュタオフェン男爵に雇われている。最期は錬金術の実験中に爆死したとされ、五体はばらばらとなったという。このことが後世に伝説の根拠となった。

## 物語のファウスト博士
その死後、魔術に通じていたなどという伝説が出来上がり、特に悪魔（メフィストフェレス）と契約した人物として世に広く知られるようになった。

### 民衆本
1587年、民衆本（独: Volksbuch）『実伝ファウスト博士（Historia von D. Johann Fausten）』が書かれた。作者は不詳であるが、ヨーハン・シュピースという説もある。

### 他の創作
- マーロウ（1564年 - 1594年 イングランド）：『フォースタス博士』（1588年、戯曲）
- レッシング （ドイツ）：（断片）
- カール・ジムロック：『人形芝居ファウスト』（1846年、人形劇のより古いものに1746年のものもあるという）
- ゲーテ：『ファウスト』（第一部は1808年、第二部はゲーテの死の翌年1833年）
- クリンガー：（1791年）
- レーナウ ：（1836年）
- ハインリヒ・ハイネ ：（1851年、バレエ台本）
- トーマス・マン：『ファウストゥス博士』（1947年）
- ヴァレリー：『モン・フォースト（我がファウスト）』（1946年）

その他オペラなどがある。

## 関連書
- フリッツ・ハベック／中村利治 訳『ファウスト博士の行動と冒険』文芸社　ISBN 4-8355-1803-9
- 藤代幸一、松浦純『ドイツ民衆本の世界 3 ファウスト博士』国書刊行会　ISBN 433602703X
- 清水俊夫 訳、サカイトシノリ 画『マリオネット ファウスト―旧きドイツの人形芝居』論創社　ISBN 484600421X